# Mystrium stadelmanni
Mystrium stadelmanni é uma espécie de formiga do gênero Mystrium.